# 아소정 (누정)
아소정(我笑亭)은 흥선대원군이 사용하던 별장이다.

## 개요
당시의 마포 공덕리, 오늘날 서울특별시 마포구 염리동에 소재한 동도중·서울디자인고등학교 자리에 있었다. 아흔 아홉 칸의 대저택이던 아소당(我笑堂)은 한국전쟁 후 동도중·공업고등학교(현 동도중·고등학교) 증축공사로 헐려 일부는 서울특별시 서대문구 봉원사(연세대학교 부근)로 이전되었으며, 지금은 아소당에 딸린 우물의 디딤돌만이 학교 운동장 한 구석에 남아 있다.